# Jean-Philippe Vanbeselaere
Jean-Philippe Vanbeselaere (Sint-Omaars, 1969) is een Frans componist, dirigent en muziekpedagoog.

## Levensloop
Vanbeselaere kreeg zijn eerste muzieklessen aan de École Nationale de Musique in Sint-Omaars, en leerde de viool te bespelen. Hij studeerde aan het Conservatoire National de Région de Lille in Rijsel de theoretische vakken, saxofoon en jazz en aan de École Nationale de Musique de Tourcoing orkestratie en orkestdirectie. Zijn studies voltooide hij aan de École Normale de musique de Paris in Parijs in de vakken compositie van filmmuziek en HaFa-directie.
Tegenwoordig is hij als docent en dirigent aan verschillende muziekscholen in Noord-Frankrijk werkzaam, zoals dirigent van het instrumental-ensemble van de École Nationale de musique de Saint Omer, docent voor saxofoon aan de École de Musique de Gravelines in Grevelingen (Frans-Vlaanderen), docent aan de École de Musique de Saint-Martin-au-Laërt, in Pas-de-Calais en dirigent van het Orchestre symphonique des jeunes du Nord/Pas de Calais. Hij is lid van het bestuur van de Fédération Régionale des Sociétés Musicales du Nord / Pas de Calais, van de SACEM (Franse Auteursrecht-vereniging), de SACD (Société des Auteurs et Compositeurs Dramatiques) en de WASBE (World Association for Symphonic Bands and Ensembles).
Als componist schreef hij werken voor kamermuziek, symfonieorkest, jazz, harmonieorkest en andere werken. In 2004 werd hij bij de internationale compositiewedstrijd "coups de vents" in Rijsel met een 2e prijs onderscheiden. Verschillende van zijn werken zijn intussen op CD opgenomen.

## Compositie

### Werken voor orkest
- 2006 La Primavera, voor blaasinstrument en strijkorkest
- Fantaisies tziganes, voor strijkorkest, op. 43c
- Ouverture symphonique, voor orkest

### Werken voor harmonieorkest
- 2003 Carpe Diem, voor harmonieorkest
- 2003 Suite orchestrale, voor harmonieorkest, op. 33
- 2004 Around the World "Autour du Monde" (onderscheiden met de Prix de la Ville de Dunkerque tijdens de "Coup de vents" 2004 in Rijsel in de hoogste afdeling)
- 2005 Le livre des merveilles du Monde - tome 1, voor harmonieorkest
- 2005 Visuels, voor harmonieorkest
- 2006 The Old Legend (La vieille légende), voor harmonieorkest
- 2006 Ma-Fan Ni-Le, voor harmonieorkest
- 2007 Concert, voor saxofoon en harmonieorkest
- 2007 Concert, voor trombone en harmonieorkest
- 2007 Le festin de Roye, voor harmonieorkest
- 2007 Les cheminées des Combrailles, voor harmonieorkest
- 2008 Kaléïdoscope, voor harmonieorkest
- All the winds, voor harmonieorkest
- Bernard's Song - Concerto pour Trombone, voor trombone en harmonieorkest
- Danse et Rituel, voor tuba en harmonieorkest
- L'Invité de Marc - pour tuba et ensemble à vent, voor tuba en blazersensemble
- Odyssée, voor harmonieorkest
- Prelude, cadence et final - Concerto pour Trompette, voor trompet en harmonieorkest
- Prométhée, voor trombone, tuba en harmonieorkest

### Kamermuziek
- 2001 Dans la chambre de Benoît, voor slagwerk, xylofoon en piano
- 2001 Suite à suivre, voor een blaasinstrument in Bes en piano
- 2002 Trombinacoulos, voor trombone en piano
- 2005 Phoenix, voor eufonium of tuba en piano
- 2005 Véga, voor klarinet en piano
- Ma première bossa, voor trombone en piano
- Mexique, voor fluit en piano
- Patchwork - 1er cycle, voor trombone en piano
- Saxophonia, voor altsaxofoon en piano
- Suite de suites à suivre, voor bugel en piano
- Trombone Midway, voor trombone en piano
- Véga - 2ème cycle, voor klarinet en piano
- Polychromes, voor trombone en trombonekwartet

### Pedagogische werken
- Guide pratique de l'instrumentation à l'usage des ensembles d'instruments à vent